# Kletten-Igelsame
Der Kletten-Igelsame (Lappula squarrosa), auch  Gewöhnlicher Igelsame oder selten Gewöhnlich-Igelsame genannt, ist eine Pflanzenart aus der Gattung Igelsamen (Lappula) innerhalb der Familie der Raublattgewächse (Boraginaceae).

## Beschreibung

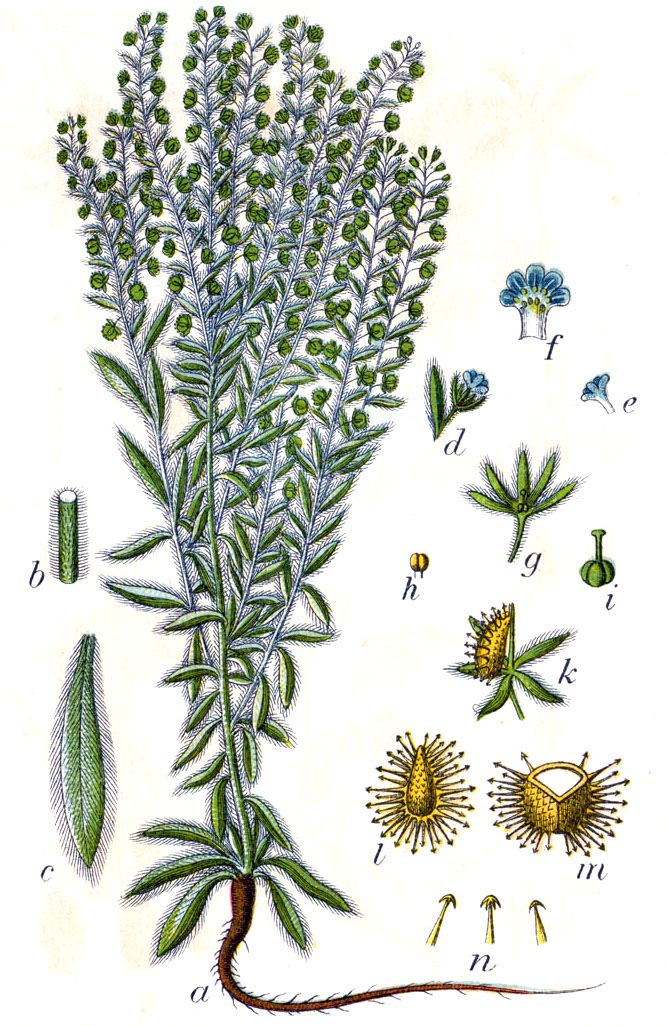
Illustration von Sturm aus dem Jahre 1796

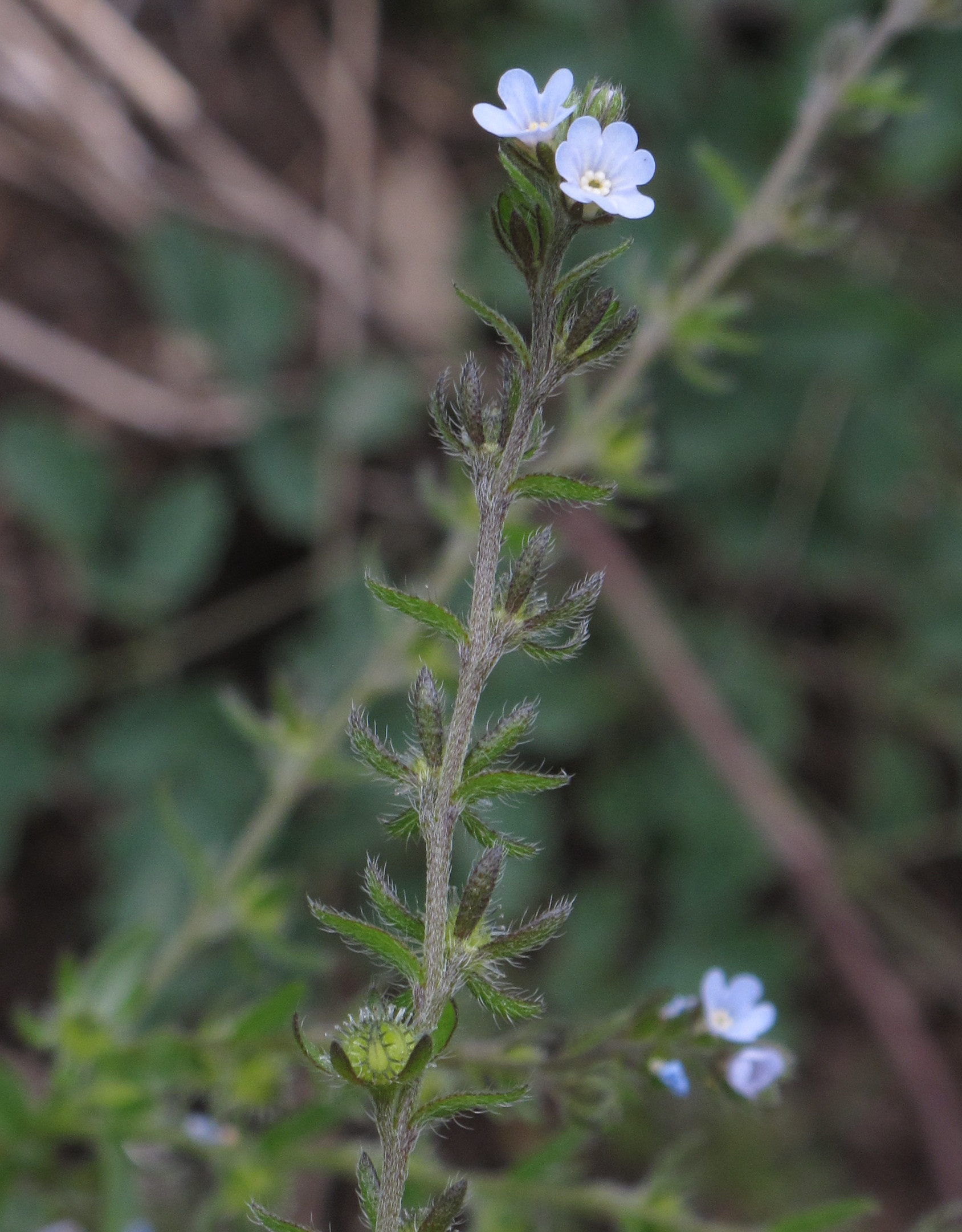
Oberer Pflanzenbereich mit Laubblättern und Blüten

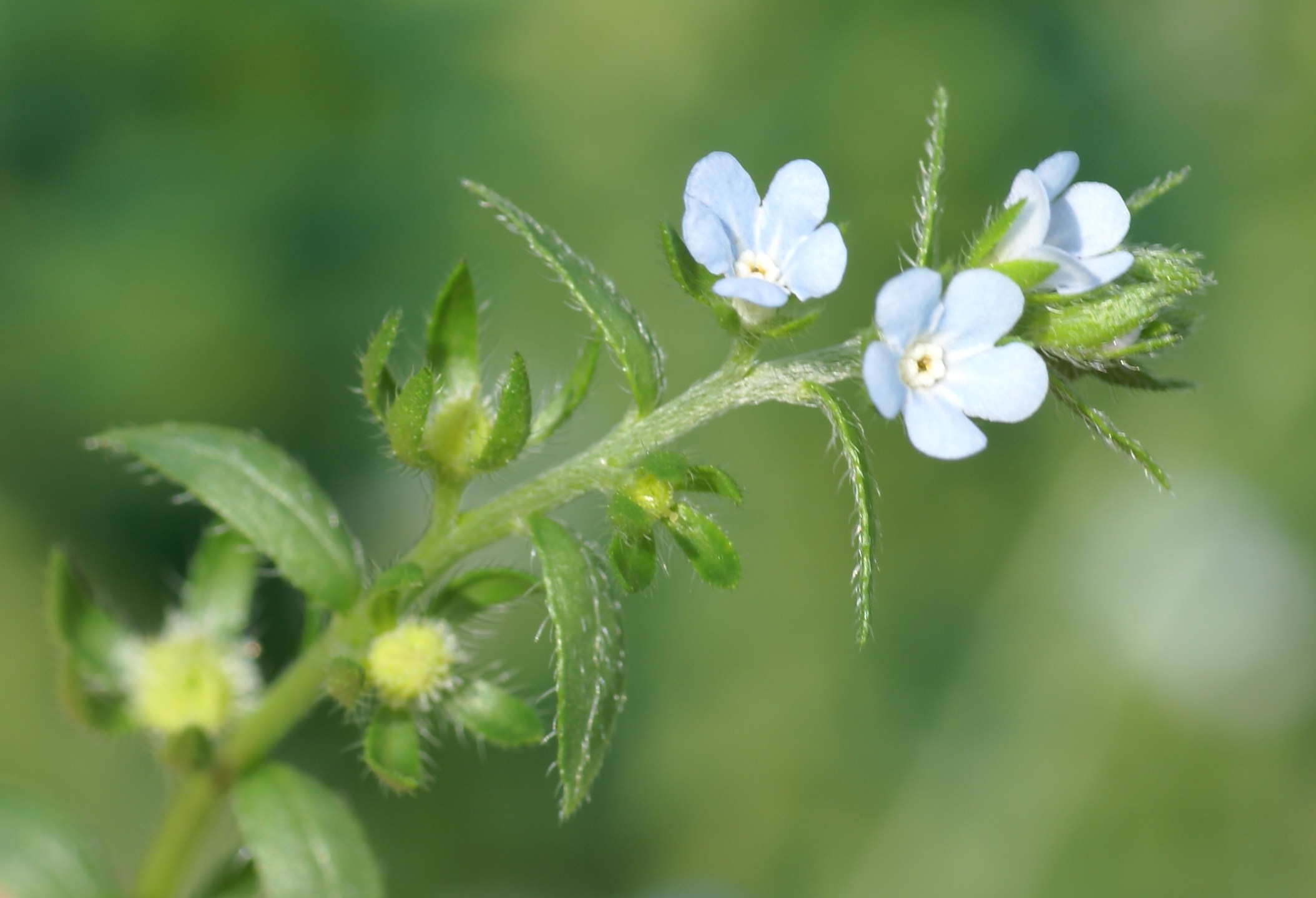
Blütenstand

### Vegetative Merkmale
Der Kletten-Igelsame ist eine einjährige bis möglicherweise längerlebige krautige Pflanze, die Wuchshöhen von meist 10 bis 40, selten bis zu 80 Zentimetern erreicht. Stängel sowie Laubblätter sind angedrückt behaart. Der mehr oder weniger aufrechte Stängel ist starr und meist erst im oberen Viertel sparrig verzweigt. Die Laubblätter sind wechselständig am Stängel angeordnet. Die einfachen Blattspreiten sind bei einer Länge von 2 bis 7 Zentimetern sowie einer Breite von 3 bis 6, selten bis zu 12 Millimetern spatelig, bei den oberen Laubblättern fast linealisch.

### Generative Merkmale
Die Blütezeit des Gewöhnlichen Igelsamens reicht in Mitteleuropa meist von Juni bis Juli und manchmal bis Oktober. Der Blütenstand ist eine Thyrse. Die Wickel sind zur Fruchtzeit 5 bis 15 Zentimeter lang. Die Blütenstiele bleiben nach der Blütezeit aufrecht und sind viel kürzer als der Kelch, sie verlängern und verdicken sich zur Fruchtzeit und sind dann 3 bis 4 Millimeter lang.
Die zwittrige Blüte besitzt eine doppelte Blütenhülle. Der Kelch ist schalenförmig bis zylindrisch. Die Kelchzipfel sind zur Blütezeit 2 bis 3, zur Fruchtzeit 4 bis 5 Millimeter lang. Die trichterförmige, radiärsymmetrische, verwachsenblättrige Krone ist von blauer bis weißlicher Farbe und 3 bis 4 Millimeter lang. Die Kronröhre ist gerade und die Kronzipfel stehen mehr oder weniger ab. Es sind fünf Staubblätter vorhanden. Der oberständige Fruchtknoten ist vierteilig. Der Griffel entspringt an der Basis des Fruchtknotens.
Die Klausenfrucht zerfällt in vier einsamige Teilfrüchte (Klausen). Die Teilfrüchte weisen an den Kanten je zwei bis drei Reihen 1 bis 1,5 Millimeter langer Stacheln mit einem ankerförmigen Widerhaken am oberen Ende auf. Alle Stacheln sind ungefähr gleich lang.
Die Chromosomenzahl beträgt 2n = 48.

## Ökologie
Beim Gewöhnlichen Igelsamen handelt es sich um einen Therophyten bis möglicherweise Hemikryptophyten.
Der Kletten-Igelsame wurzelt bis zu 80 Zentimeter tief. Beim Gewöhnlichen Igelsamen kommt Bestäubung durch Insekten und Selbstbestäubung vor.

## Vorkommen
Der Kletten-Igelsame hat sein natürliches Verbreitungsgebiet in Mittel-, Ost-, Südost-, Südwest- und Nordeuropa sowie in Westasien, im Kaukasusraum, in Sibirien, Mittelasien, der Mongolei und in der Volksrepublik China. Im deutschsprachigen Raum ist der Kletten-Igelsame nur in Österreich und der Schweiz indigen. In Deutschland kommt er als Archäophyt nur im Mitteldeutschen Trockengebiet zerstreut vor, in den anderen Wärme- und Trockengebieten nur selten und teilweise unbeständig.
In Österreich tritt der Kletten-Igelsame in allen Bundesländern außer in Oberösterreich und Vorarlberg, wo diese Art ausgestorben ist, selten auf mehr oder weniger trockenen Ruderalfluren und Brachen in der collinen bis montanen Höhenstufe auf. Der Kletten-Igelsame gilt in Österreich als gefährdet.
Der Gewöhnliche Igelsame wächst meist auf mäßig trockenen, nährstoffreichen, neutral bis mäßig sauren, humosen, meist reinen Sand- oder Kiesböden in Wärme- und Trockengebieten. Der Kletten-Igelsame ist in Mitteleuropa eine Charakterart des Verbands des Sisymbrion, besonders gern zusammen mit der Gewöhnlichen Hundszunge (Cynoglossum officinale) und im Sisymbrio-Asperuginetum, kommt aber auch in Pflanzengesellschaften des Onopordion-Verbands vor. Er steigt im Kantin Wallis bis in Höhenlagen von 1700 Meter, bei Maloja bis 1800 Meter und bei Ardez bis 1900 Meter auf.
Die ökologischen Zeigerwerte nach Landolt et al. 2010 sind in der Schweiz: Feuchtezahl F = 2 (mäßig trocken), Lichtzahl L = 4 (hell), Reaktionszahl R = 4 (neutral bis basisch), Temperaturzahl T = 3+ (unter-montan und ober-kollin), Nährstoffzahl N = 4 (nährstoffreich), Kontinentalitätszahl K = 4 (subkontinental).

## Taxonomie
Die Erstveröffentlichung erfolgte 1753 unter dem Namen Myosotis lappula durch Carl von Linné in Species Plantarum, Tomus 1, S. 131. In der Gattung Lappula konnte das Artepitheton lappula nicht verwendet werden, so musste man die nächstälteste Artbezeichnung squarrosa nehmen, die Anders Jahan Retzius dieser Pflanzenart 1781 in Observationes botanicae, Band 2, S. 9 als Myosotis squarrosa Retz. gegeben hatte. Barthélemy Charles Joseph Dumortier nahm 1827 in seiner Florula Belgica, S. 40 diesen Namen auf und bezeichnete diese Art als Lappula squarrosa (Retz.) Dumort. Synonyme für Lappula squarrosa (Retz.) Dumort. sind: Lappula echinata Gilib. nom. inval., Lappula myosotis Moench, Echinospermum lappula (L.) Lehm.

## Bilder

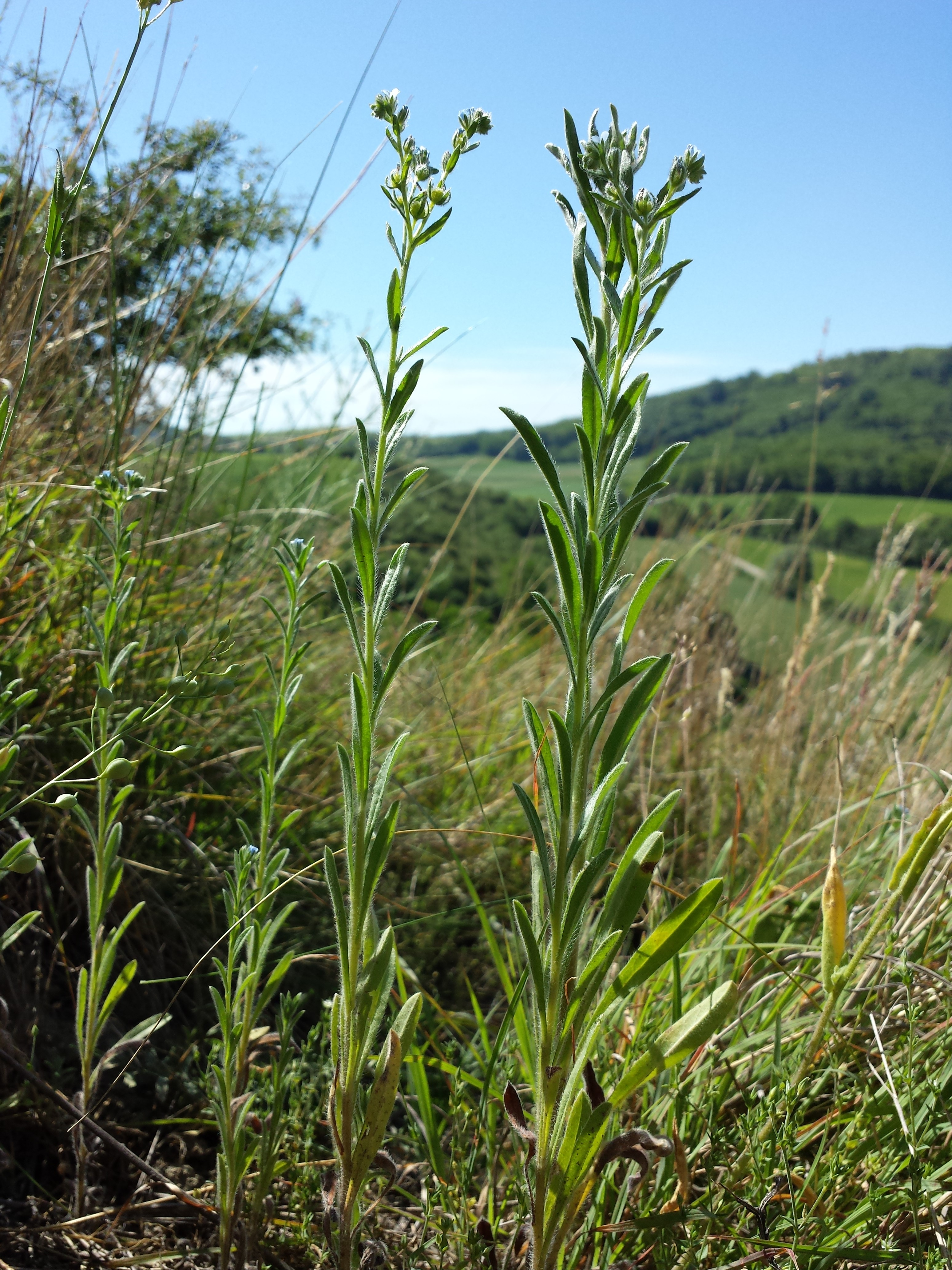
Der Stängel und die Laubblätter sind angedrückt behaart.
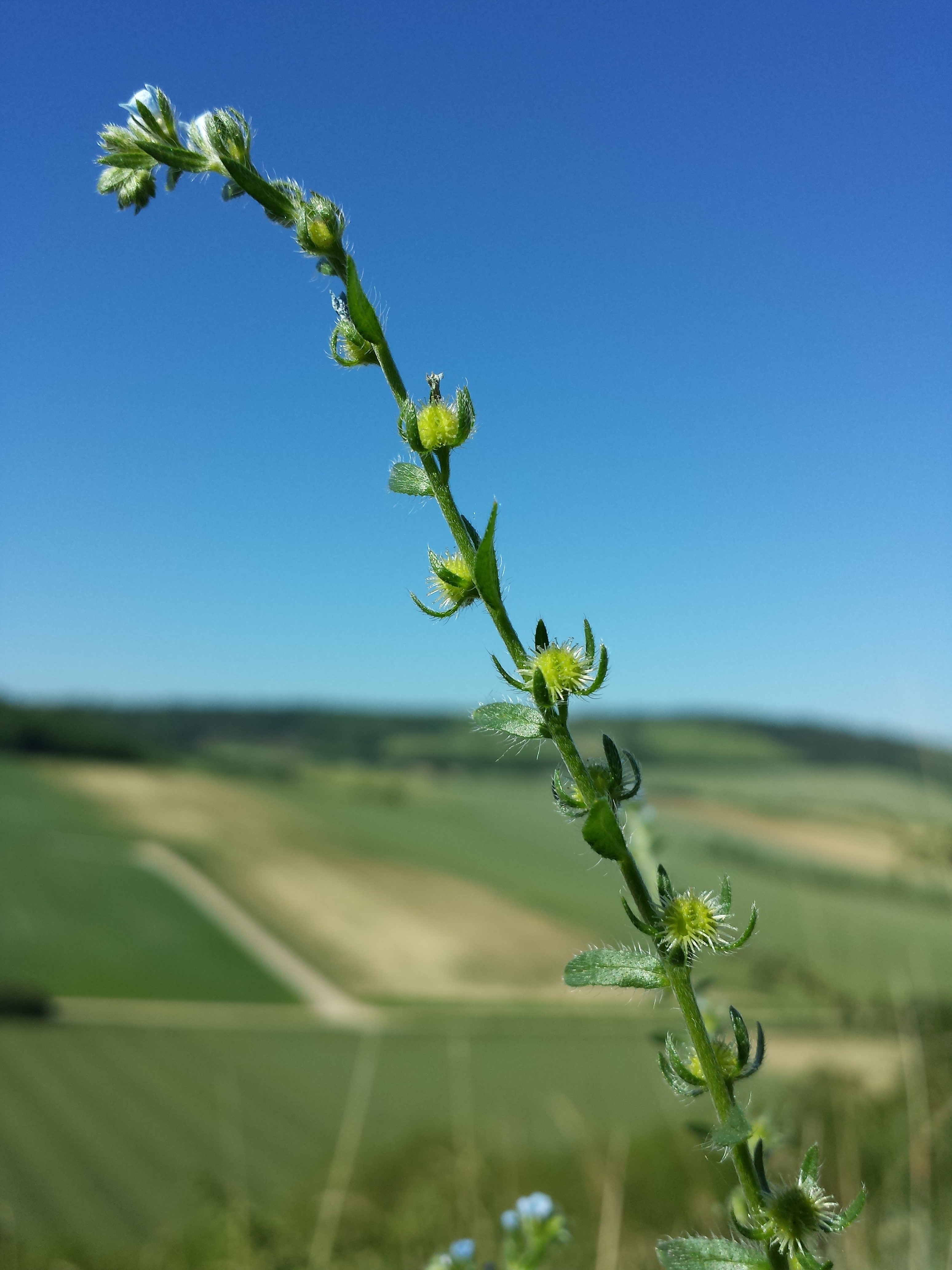
Der Teilblütenstand ist ein Monochasium mit oft deutlich eingerolltem Wickel.
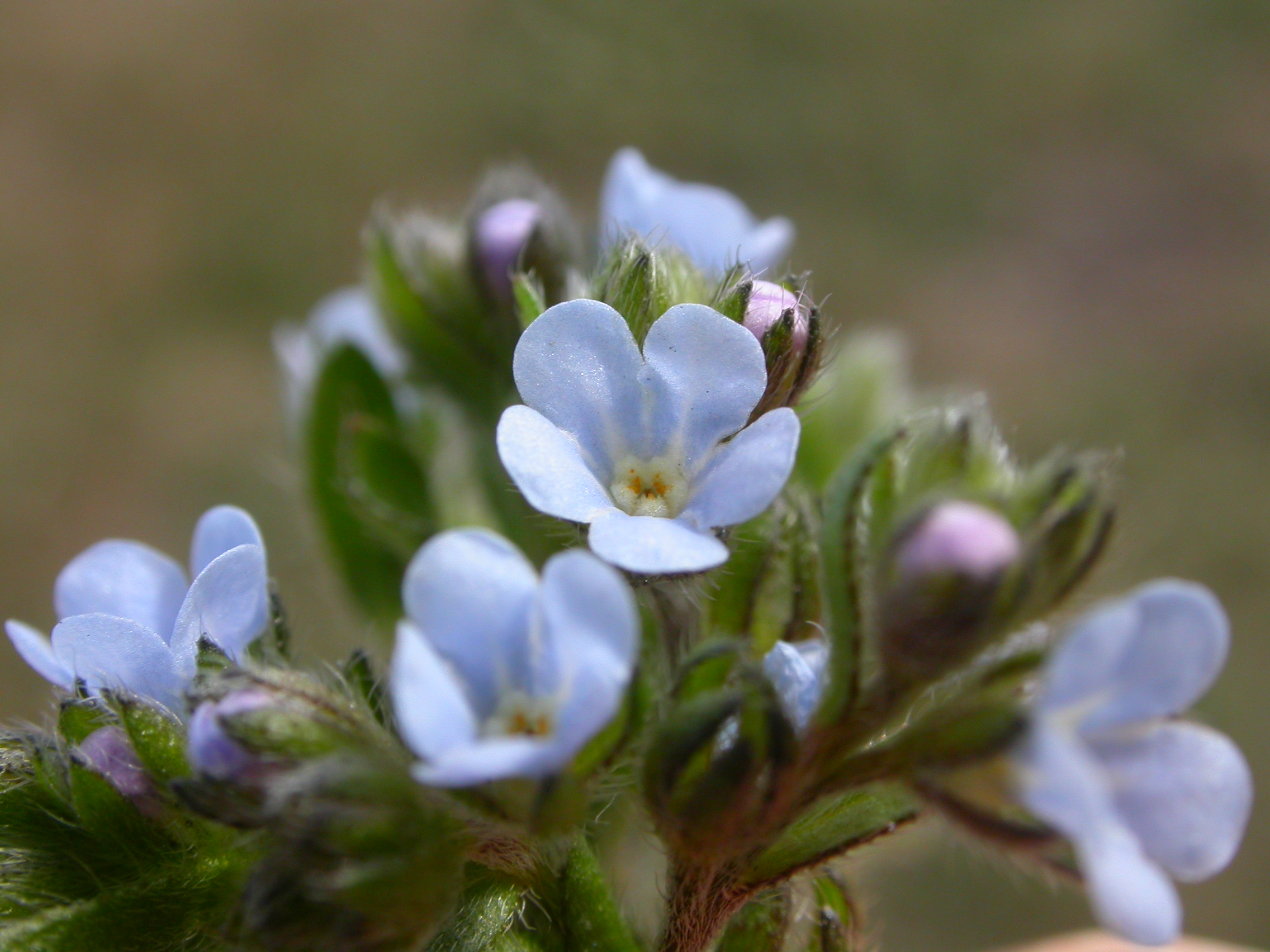
Die trichterförmigen Kronen sind von blauer bis weißlicher Farbe.
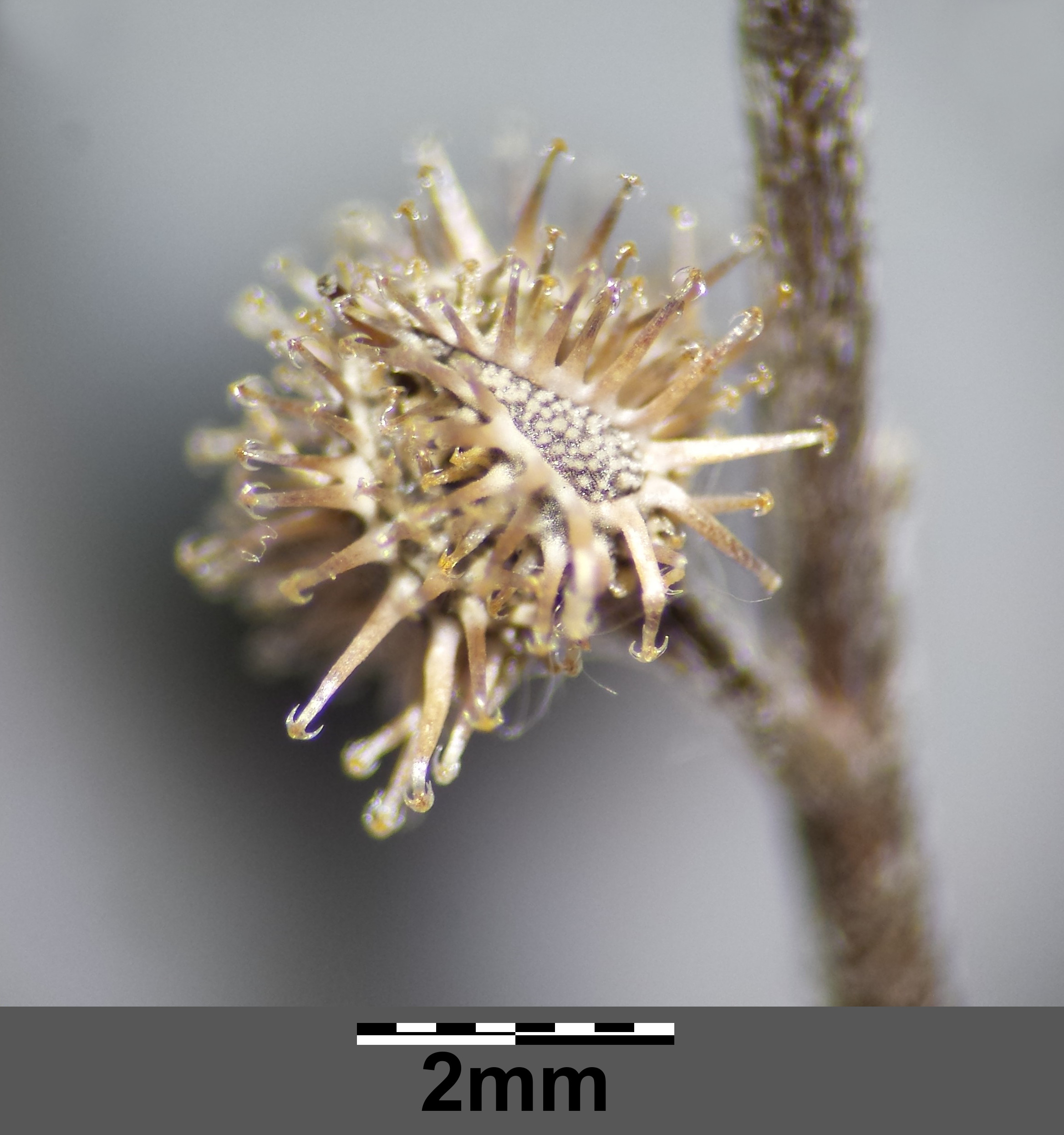
Die Teilfrüchte weisen an deren Kanten Stacheln mit ankerförmigen Widerhaken auf.